# Georges Wagemans

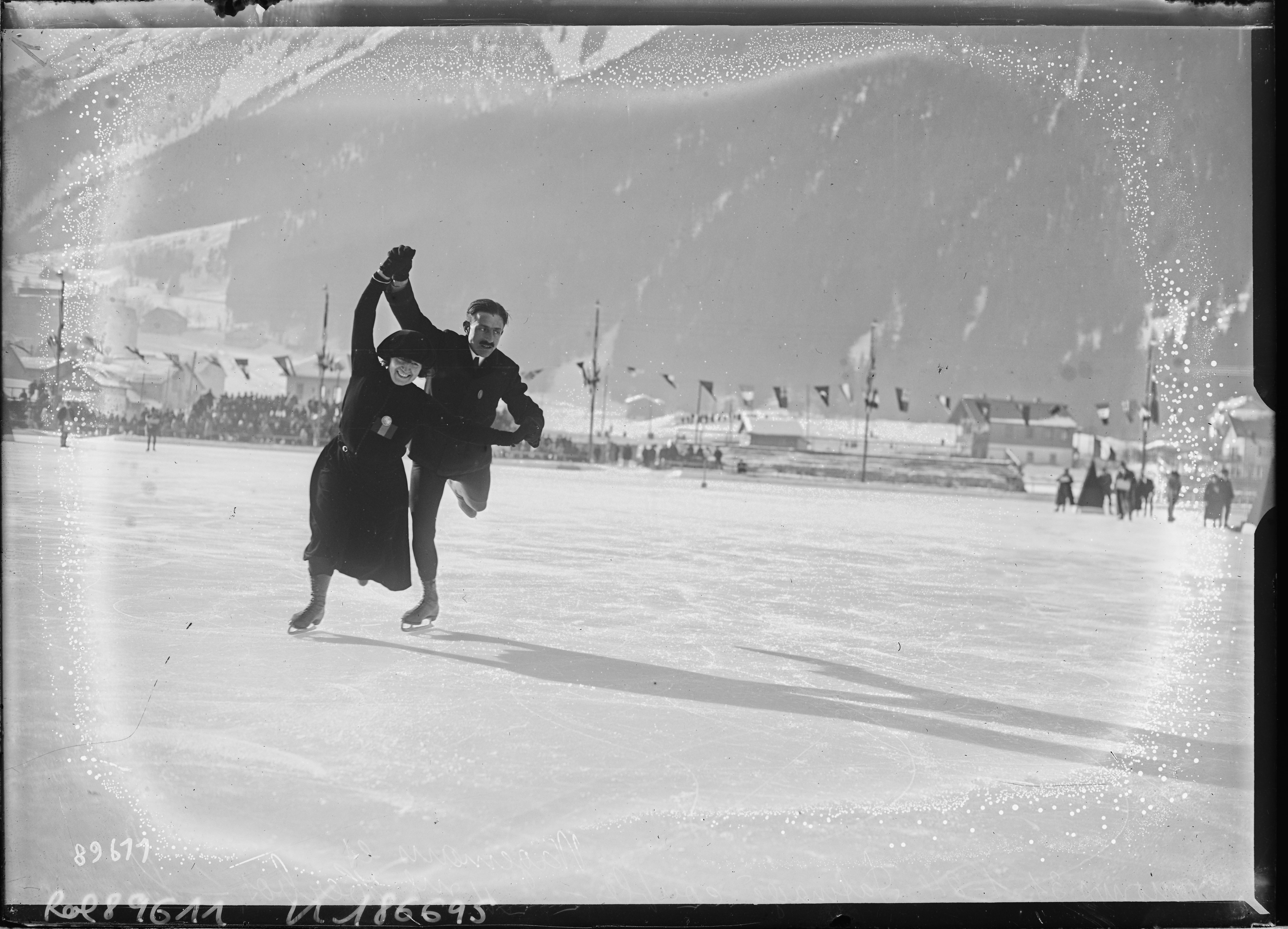
Georges Wagemans und Gérardine Herbos bei den Olympischen Winterspielen 1924

Georges Joseph Martin Guillaume Wagemans (* 8. November 1880 in Ixelles; † 3. Januar 1966 in Sint-Genesius-Rode) war ein belgischer Eiskunstläufer und Olympiateilnehmer von 1920 und 1924.
Gemeinsam mit Gérardine Herbos nahm er an den Olympischen Sommerspielen 1920 in Antwerpen und den I. Olympischen Winterspielen 1924 in Chamonix im Paarlauf teil. Bei den Spielen 1920 belegten sie den 6. Rang von 8 teilnehmenden Paaren. Bei den ersten Winterspielen 1924 erreichten sie Platz 5 von 9 teilnehmenden Paaren.